# Альтхоф, Фридрих
Фридрих Альтхоф (нем. Friedrich Althoff) (1839—1908, Берлин, Германия) — немецкий библиографовед и библиотековед.

## Биография
Родился в 1839 году. После окончания средней школы поступил на юридический факультет и успешно его окончил, но он много читал и в итоге решил стать библиотекарем. Решил создать немецкую модель национальной библиотеки, которая по принципу должна была представлять собой взаимосвязанные фонды различных библиотек. Он также основал единый каталог, который раскрывал ресурсы крупнейших национальных библиотек, однако реализовать его в полной мере не удавалось из-за того, что каталоги многих национальных библиотек находились в обветшалом состоянии. Из-за сложности введения в полной мере единого каталога, он инициировал введения единых государственных требований подготовки научных библиотек Пруссии.
Скончался в 1908 году в Берлине. Похоронен в Ботаническом саду.

## Научные работы
Основные научные работы посвящены библиотековедению.